# Institut universitaire Saint-Pie-X
 (août 2022).
Si vous disposez d'ouvrages ou d'articles de référence ou si vous connaissez des sites web de qualité traitant du thème abordé ici, merci de compléter l'article en donnant les références utiles à sa vérifiabilité et en les liant à la section « Notes et références ».
L’Institut universitaire Saint-Pie-X (IUSPX) est un établissement privé d'enseignement supérieur, fondé en 1980 par Marcel Lefebvre.

## Histoire
Son premier recteur était l'abbé Michel Simoulin qui fut également, de 1988 à 1996, directeur du séminaire d'Écône. Son recteur actuel est l'abbé François-Marie Chautard depuis 2010.
Administré par des prêtres de la Fraternité sacerdotale Saint-Pie-X, il comprend plusieurs facultés (lettres classiques, philosophie et histoire) et propose une formation selon le dispositif « licence-master-doctorat » ; il offre d'autre part un cursus permettant la formation des maîtres des écoles primaires et secondaires.
Depuis l'instauration du « jury rectoral » de 2001,  bien que ses examens portent sur des programmes de son choix, ils sont validés par l'académie de Paris, c'est-à-dire par l'État ; de plus, l'institut est habilité  depuis 2008 à accueillir les étudiants boursiers.
L'institut est situé au 21, rue du Cherche-Midi, dans le 6e arrondissement de Paris. Il dispose de sa propre chapelle, dédiée à l'Immaculée Conception, où des messes sont quotidiennement célébrées selon le rite tridentin.